# イクサ
X［iksa］（イクサ）は、辺見康孝（ヴァイオリン）と松村多嘉代（ハープ）による音楽デュオ・ユニット。
2006年10月結成。弦と弦が交わり合う様をイメージした「X」。そして未知の可能性「X」に挑“戦”する、その“戦”を「イクサ」と読む事でユニット名としている。オリジナル曲やオリジナルアレンジ、新作の委嘱などヴァイオリンとハープによるアンサンブルの可能性を追求し、日本をはじめオーストラリア、南アフリカ共和国、カナダでも活動。

## ディスコグラフィ
アルバム
- 2008年 『X[iksa]』
- 2010年 『Wa〜和』
- 2012年 『くるみ割り人形』